# Choi Hong-hi
Choi Hong-hi (hangŭl 최홍희 hanja 崔泓熙) (Hwa Dae, 9 novembre 1918 – Pyongyang, 15 giugno 2002) è stato un artista marziale sudcoreano, maestro 9º dan Taekwondo, e 2º dan Karate Shotokan.
Generale dell'Esercito, fu tra i più conosciuti e apprezzati maestri di arti marziali, 9º dan di Taekwondo e 2º dan di Karate Shotokan ed esperto di Pugilato.
È considerato il fondatore del Taekwondo dall'International Taekwon-Do Federation, ITF. Altre federazioni come la World Taekwondo Federation (WTF), tuttavia, non gli riconoscono tale ruolo ed anzi non gli attribuiscono grande importanza nella storia di questa arte marziale.

## Biografia
Choi nacque il 9 novembre 1918 ad Hwa Dae, nel distretto di Myong Chun, in quella che ora è la Repubblica Democratica di Corea. Il padre di Choi lo mandò a studiare calligrafia sotto Han Il-dong che era anche un insegnante di Taek Kyon, "l'arte coreana ed antica di piede che lotta". Nel 1937, partì per il Giappone per studio; qui incontrò un collega coreano di cognome Kim che era un istruttore di Karate Shotokan e che gli insegnò questa arte marziale. Sembra che il desiderio di Choi di apprendere gli sport di combattimento fosse dovuto ad un disaccordo, avuto prima di lasciare la Corea, con un lottatore chiamato Hu, e che l'idea di doversi in futuro confrontare con questi lo spingesse ad allenarsi duramente. Riportando le sue parole: "Io immaginavo che queste fossero le tecniche che avrei usato per difendermi contro il lottatore Hu, se lui avesse tentato di mantenere la sua promessa di farmi a pezzi quando fossi eventualmente ritornato in Corea". Nel 1939 Choi ottenne il grado di primo dan di Karate Shotokan, e raggiunse il secondo poco tempo dopo.

## Carriera militare
Choi fu costretto a prestar servizio nell'esercito giapponese durante la II Guerra Mondiale, ma fu implicato in una ribellione e fu imprigionato. Durante tutto il tempo della sua detenzione, continuò a praticare arti marziali. Finita la guerra, nel gennaio 1946, Choi fu arruolato come sottotenente nell'esercito coreano. Dal 1946 al 1951, Choi ricevette promozioni a tenente, capitano, maggiore, tenente colonnello, colonnello e generale di brigata. Infine, Choi fu promosso maggior generale nel 1954.

## Il Taekwon-do
Choi combinò tecniche del Taek Kyon coreano, del pugilato e del karate nipponico per elaborare un proprio stile marziale che ben presto si diffuse nella penisola coreana con il nome di Odo-kwan, che è oggi riconosciuto come una delle 9 Branche Originali da cui fu fondato l'attuale Taekwondo.
Fu lo stesso Generale Choi a donare il termine "Taekwon-do",(hangŭl 태권도; hanja 跆拳道) che letteralmente significa: "l'arte di combattere usando i pugni e i calci in volo" Riunendo in un unico stile le 9 Branche originali che in Corea erano il lascito dell'antico Taekyon. Questo nome venne utilizzato per la prima volta nel 1955.
Attraverso l'organizzazione ITF (International Taekwondo Federation) Choi iniziò a diffondere il taekwondo internazionalmente promuovendo la fondazione di scuole da parte di istruttori nord e sud-coreani in tutto il mondo.
Nel 1971, il Governo della Corea del Sud rifiutò a Choi il permesso di insegnare il Taekwon-do in Corea del Nord. In seguito a ciò il Generale decise di andare in esilio in Canada e il governo sud-coreano creò la WTF(World Taekwon-do Federation).
Nel corso degli anni nacquero altre federazioni come la "GTF" (Global Taekwon do Federation), fondata dal Grand Master ITF PARK Jung-tae.

## Morte
Choi Hong-hi morì alle ore 20.35 del 15 giugno 2002 a Pyongyang, in Corea del Nord  per un tumore allo stomaco.